# ارلنباخ (اسپایرباخ)
ارلنباخ (به آلمانی: Erlenbach) یک رود در آلمان است که در راینلاند-فالتس واقع شده‌است.